# Rubens Corrêa
Rubens Alves Corrêa (Aquidauana, 23 de janeiro de 1931 — Rio de Janeiro, 22 de janeiro de 1996) foi um ator e diretor de teatro brasileiro.

## Biografia
Ao lado do ator Ivan de Albuquerque que depois se tornaria seu sócio, ele se formou em 1951 no Teatro Tablado, a escola fundada por Maria Clara Machado no Rio de Janeiro.
Criou sua própria companhia de teatro com Ivan em 1959, que nos anos 60 se transformou no Teatro Ipanema. Seu trabalho contém elementos próprios dos princípios ensinados por Antonin Artaud, privilegiando personagens com alta carga dramática, prevista no teatro da crueldade, fora das convenções realistas ou das comédias chamadas ligeiras.
No teatro se destacou em espetáculos como: Diário de um Louco; Marat Sade; A China é Azul; O Arquiteto e o Imperador de Assíria; O Beijo da Mulher Aranha; O Assalto; Artaud e seu último trabalho em O Futuro Dura Muito Tempo.
Muitos atores brasileiros, que iniciaram sua carreira sendo dirigidos por Ivan de Albuquerque, entre eles José Wilker e José de Abreu, atuaram de forma expressiva com Rubens Corrêa. Em especial Josè de Abreu declarou que sua interpretação na peça “O Beijo da Mulher Aranha”, dirigida por Ivan em 1981, correspondeu a seu auge no teatro.
A peça “O Beijo da Mulher Aranha” atingiu tal sucesso de crítica e público que foi uma das selecionadas, em 1982, pelo Movimento Pró-Jovem, coordenado pelo animador e promotor cultural, professor Dymas Joseph do Colégio Pedro II, para promover a ida de estudantes e jovens ao teatro, a maioria pela primeira vez na vida, divulgando e promovendo várias 7 apresentações. Tal iniciativa inaugurou, no Rio de Janeiro, as apresentações teatrais fora dos horários habituais, com exibições nas tardes de dias de semana, nas manhãs de finais de semana, e em dias alternativos, à noite de segundas e terças-feiras; uma concepção do então assistente de produção Flávio Pietrobon Costa.
Segundo o crítico Yan Michalski: "Um dos mais completos encenadores brasileiros (…), Ivan de Albuquerque também é um dos que conseguem equilibrar harmoniosamente um artesanato sólido e seguro e uma aguda capacidade de análise de textos com uma generosa abertura para linguagens novas e experimentais".
Escreveu a peça Mar Sem Fim em 1983 e adaptou João Ternura, da obra de Aníbal Machado em 1994.
Atuou também no cinema e na televisão, notadamente em telenovelas, como Partido Alto, Kananga do Japão, Pantanal e Guerra sem Fim.
Rubens Corrêa morreu em 1996, vítima de complicações de saúde decorrentes da AIDS.

## Atuação na televisão
| Ano  | Título            | Personagem               | Emissora          |
| ---- | ----------------- | ------------------------ | ----------------- |
| 1967 | Os Miseráveis     | Vidigal                  | Rede Bandeirantes |
| 1984 | Partido Alto      | Arnaldo Amoedo           | Rede Globo        |
| 1987 | Mandala           | Psicanalista de Édipo    | Rede Globo        |
| 1988 | Abolição          | Andrade Figueira         | Rede Globo        |
| 1989 | Kananga do Japão  | Epílogo                  | Rede Manchete     |
| 1990 | Escrava Anastácia | João Gustavo             | Rede Manchete     |
| 1990 | Pantanal          | Deputado Ibrahim Chaguri | Rede Manchete     |
| 1991 | Mundo da Lua      | Andarilho                | TV Cultura        |
| 1991 | Ilha das Bruxas   | William                  | Rede Manchete     |
| 1991 | Amazônia          | Muru                     | Rede Manchete     |
| 1993 | O Marajá          | Carlos Alberto           | Rede Manchete     |
| 1993 | Guerra sem Fim    | China                    | Rede Manchete     |
| 1995 | Decadência        | Albano Tavares Branco    | Rede Globo        |

## Atuação no cinema
| Ano  | Título                                       | Personagem                   |
| ---- | -------------------------------------------- | ---------------------------- |
| 1990 | Lua de Cristal                               | Pardal                       |
| 1988 | Caramujo-flor                                | Alter-ego                    |
| 1987 | Tanga (Deu no New York Times?)               | Herr Walkyria Von Mariemblau |
| 1981 | Álbum de Família - Uma História Devassa      | Jonas Pereira de Albuquerque |
| 1981 | Bonitinha Mas Ordinária ou Otto Lara Rezende | Funcionário dos Correios     |
| 1980 | Perdoa-me Por Me Traíres                     | Raul                         |
| 1971 | Na Boca da Noite                             | Vítor Hugo                   |
| 1969 | As Duas Faces da Moeda                       | Médico                       |
| 1968 | João Tem Medo                                | João                         |
| 1962 | Pluft, o Fantasminha                         |                              |